# Los cuatro libros de la arquitectura

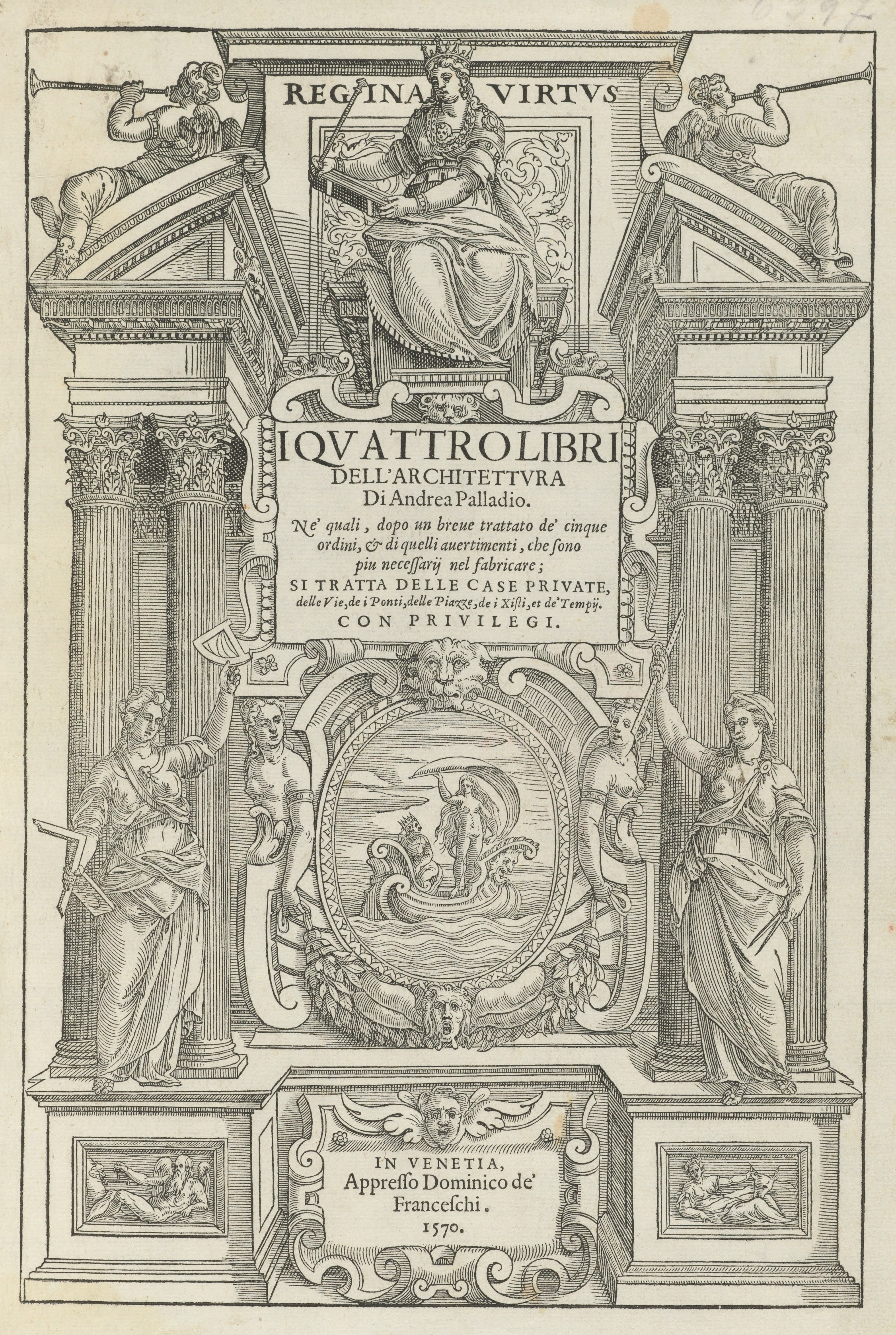
Portada de la edición de 1570 de I quattro libri dell'architettura.

Los cuatro libros de la arquitectura (en italiano: I quattro libri dell'architettura) (En latín de architectura libri quattuor)   son un tratado de arquitectura publicado en Venecia en 1570 en cuatro secciones llamadas «libros» y escrito y abundantemente ilustrado de diseños, secciones, y detalles de elementos de arquitectura por el arquitecto Andrea Palladio.

## El libro

### Objeto
Venecia es en ese momento un importante centro para la publicación y los editores de Venecia son maestros en la tecnología de la ilustración por medio de grabados. Los primeros se harán en madera. Las ilustraciones del libro están hechas a partir de impresiones de este tipo.
El formato elegido para la edición princeps (por Franceschi en Venecia, 1570) es en octavo: 21 x 15 cm aproximadamente, más o menos el formato de dos medios ladrillos (21 x 12 x 6 cm). La obra tiene más de 400 páginas, aproximadamente 319 páginas numeradas y más de 200 ilustraciones.

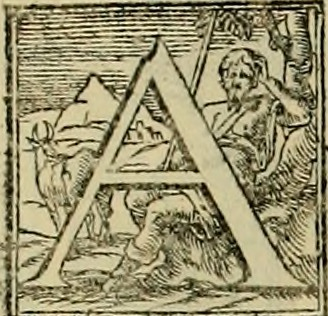
Letra A representando a Argos guardando a Ío.

Está organizada en cuatro partes desiguales llamadas «libros», cada uno paginado por separado.
El volumen incluye numerosas ilustraciones obtenidas a partir de grabados en madera:
- Una portada, que es también la cabecera de los libros II, III y IV;
- Tablas de arquitectura que representan los edificios y los detalles de los diseños, secciones y alzadas en número de 216.
- Las letras de adorno o capitales al principio del capítulo;
- Una cuarta de cobertura.

Cada libro está organizado de la misma manera: la portada, el prólogo para el lector y el desarrollo del tema. No hay prólogo al libro II, el autor advirtió al lector en el prólogo al libro I.

### Contenido
El libro contiene los proyectos en los que Palladio quiso que se conociera, tanto en la teoría como en la práctica, la pureza y la simplicidad de la arquitectura clásica y está ilustrado con los propios dibujos de Andrea Palladio.
El libro está escrito en lengua vernácula, como era tradición entre los humanistas europeos de esta época. Por otra parte, siempre es difícil expresar las técnicas modernas en las lenguas antiguas. En ese momento hay un gran número de libros que chocan con esta dificultad. Palladio se hizo eco de ello en el Libro III, cuando propone su traducción de un extracto de los Comentarios de Julio César. Gracias a esta elección del idioma para la obra, aunque técnica, es de gran claridad. Esta claridad de propósito se debe al perfecto dominio del tema abordado por Palladio y, probablemente, a la asistencia de un gramático como Trissino. Las numerosas personas que se nombran en el libro dan una idea de las relaciones de Palladio con los patricios, artistas e ingenieros de su tiempo.
Palladio está muy comprometido con el aspecto educativo del libro que se conoce como un tratado de unión entre Vitruvio y los arquitectos contemporáneos. El libro se centra en las técnicas y el buen gusto que Palladio obtuvo de sus estudios teóricos y prácticos. El tratado tiene varios objetivos entre ellos el de la racionalización de la producción arquitectónica y demostrar la supremacía de los antiguos romanos en la construcción.
El libro tuvo un éxito local e internacional importante, y es objeto de ediciones regulares hasta la actualidad.
Fue traducido pronto y publicado en inglés, neerlandés y francés y es utilizado para sus proyectos por muchos arquitectos.
En este tratado se indican las normas sistemáticas en materia de construcción. La presentación de ejemplos de proyectos no tenía precedentes hasta la fecha en este tipo de trabajos. Por otro lado hay que tener en cuenta que la técnica de impresión en grabado es una nueva tecnología de la época, y Venecia es una de las capitales de su difusión. Palladio como buen arquitecto está particularmente interesado en esta técnica del grabado, al igual que su arquitectura antigua, inspirará al gran ilustrador de la arquitectura Piranesi.
El estilo único de la villa palladiana se basa en la aplicación a un sistema estructural construido de ladrillo. Palladio presenta dos cánones, que en su opinión, un arquitecto debe acatar en todas las construcciones: las reglas del proyecto, basadas en el aspecto y las normas de construcción, basadas en la lógica de la edificación de la villa.

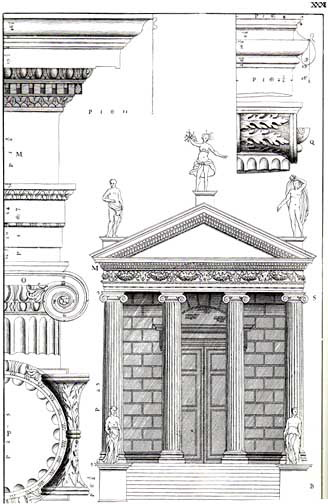
Ilustración del libro IV, edición del siglo XVIII (Templo de la Fortuna Viril).

El tratado se subdivide en cuatro grandes volúmenes llamados «libros» y la edición princeps también incluye dos dedicatorias:
- El libro primero incluye la primera dedicatoria y un prólogo común al primero y segundo libros. En este prólogo Palladio indica su elección editorial y educativa. El libro primero trata de la caja de herramientas del arquitecto: elección de los materiales, cómo construir, las normas de proporción, elementos arquitectónicos, la forma de organizar estos elementos y de unirlos.

- El libro segundo contiene varios diseños de Palladio en planta y sección (iconographia y orthographia) con una descripción específica de cada proyecto. Este libro muestra en la práctica, la aplicación de las normas contenidas en el libro I.

Los capítulos XIII, XIV y XV tratan de las casas de campo y aunque no se menciona por el autor, es interesante comparar el diseño de estas casas y la descripción de sus jardines con la que describe Erasmo en Le Banquet religieux de (1522) o el diseño de la Villa de los Pisones descubierta en Herculano.
- El libro tercero describe cómo construir los edificios públicos, como calles, puentes, plazas. Presenta dos proyectos de Palladio y las reconstrucciones arqueológicas de construcciones antiguas. Hace numerosas alusiones a fuentes literarias y a las técnicas que utilizaba Palladio. Además de a Vitruvio, Palladio cita en este libro a Tácito, Plutarco y Julio César, del que escribe un amplio extracto del los Comentarios a propósito de la construcción del puente sobre el Rin y la reconstrucción arqueológica hecha por Palladio. También cita, a propósito de los puentes de armadura, a Alessandro Picolino della Mirandola, una autoridad en estas construcciones, como arquitecto naval del arsenal de Venecia y autor de un tratado sobre la estructura de la construcción naval.

- El libro cuarto, con un prólogo cosmológico, trata de los templos construidos por los antiguos y presenta unas reconstrucciones de los restos arqueológicos de Roma.

## Primeras ediciones italianas hasta elsigloXVII

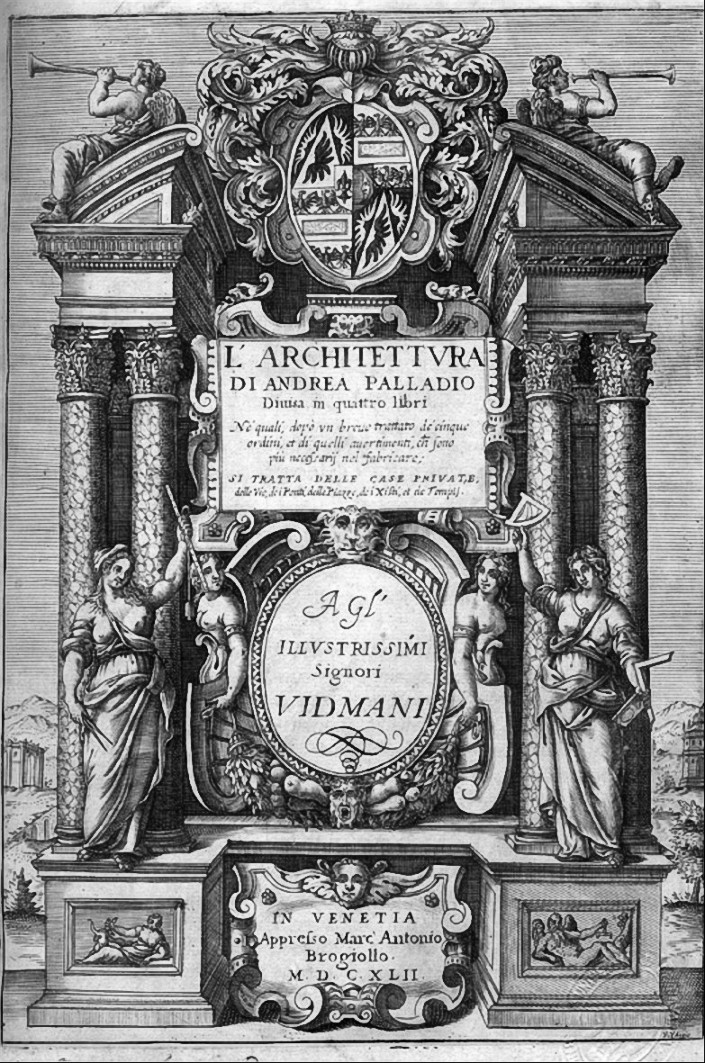
Portada de la edición de 1642 de I quattro libri dell'architettura.

Las primeras ediciones italianas conocidas son:
- La edición princeps de 1570 por Franceschi en Venecia.
- La edición de 1581 en Venecia.
- Las reediciones de 1601 y 1616 por Carampello Bartolomeo en Venecia.
- La edición de 1642 por Marco Antonio Brogiollo en Venecia (la portada que presenta la ilustración es de este libro).

## Difusión internacional y traducciones

### Primeras ediciones francesas
En Francia, el libro se traduce en dos fases. El arquitecto Le Muet hizo una primera traducción del libro primero. Roland Fréart de Chambray tradujo en 1641 y publicó en su totalidad en 1650 por Edme Martin toda la obra. Esta traducción es el resultado de un pedido del Cardenal Richelieu que quería «devolver a la arquitectura al camino recto». La traducción francesa tiene algunas peculiaridades, el prólogo se sustituirá por la dedicatoria de Roland Fréart de Chambray, parece que el prólogo del libro cuatro fue auto-censurado por el traductor. El traductor recibió de Venecia los grabados de madera originales y se constató que recibió 219 impresiones. Optó por publicar una traducción del original y añadir tres grabados con un comentario. Por último Roland Fréart de Chambray publicó al final del libro un glosario. Esta traducción puede ser considerada como un libro de referencia en francés. Desde su publicación, fue analizada por la Real Academia de Arquitectura, presidida por Francois Blondel, y fue objeto de una detallada y cuidadosa comparación con el original.

### Difusión en el mundo anglosajón
El arquitecto Íñigo Jones fue probablemente el primero en utilizar desde un punto de vista profesional I quattro libri. Tenía una copia de la edición princeps a la que fue añadiendo notas con regularidad. Este ejemplar se conserva en Gran Bretaña en la biblioteca del Worcester College de Oxford.
La primera traducción inglesa es muy tardía. Hasta el final del siglo XVII las lenguas más leídas y habladas por la alta sociedad de Gran Bretaña eran el francés y el italiano. Las ediciones inglesas se remontan a 1663, 1715, 1736 y 1738.
The Architecture of A. Palladio, in Four Books [La arquitectura de A. Palladio, en cuatro libros] (1715) traducida y editada por el también arquitecto italiano afincado en Inglaterra, Giacomo Leoni, fue la primera edición integral en inglés de I quattro libri dell'arquitectura.
Thomas Jefferson, presidente EE. UU. y ferviente admirador de Palladio, calificó este libro como la «Biblia de la arquitectura», y se inspiró, por cierto, en gran medida en los planos de la Villa Cornaro para el diseño de su residencia en Monticello.